# 圣玛利亚天主教大学
圣玛利亚天主教大学（缩写：UCSM）是秘鲁阿雷基帕的一所综合性私立大学，也是该国历史第二长的私立大学。学校由来自美国圣路易斯的神父威廉·丹尼尔·莫里斯·克里斯蒂（William Daniel Morris Christy）于1961年12月6日建立。

## 相关
圣玛利亚天主教大学首次引起学界关注是在1995年，美国地质学家约翰·莱因哈德博士在阿雷基帕附近安帕托峰发现了一具距今500多年的印加木乃伊“胡安妮塔”。后来，这具木乃伊被带到圣玛利亚天主教大学做进一步研究，目前被装在一个特殊的玻璃盒子里，并被保存在恒定的低温环境中，以保护她的身体。
圣玛利亚天主教大学电台自1999年开始广播。